# Akademia Nauk Republiki Czeskiej
Akademia Nauk Republiki Czeskiej (cz. Akademie věd České republiky, AV ČR; do 1992 Czechosłowacka Akademia Nauk) – czeska narodowa instytucja naukowa z siedzibą w Pradze. Mieści się przy Alei Narodowej 3. Funkcję przewodniczącego pełni Eva Zažímalová.
Instytucja o charakterze korporacyjnym, oprócz popierania rozwoju nauki stawia sobie zadanie badania historii, literatury i kultury narodowej. Wspiera badania od podstawowych po zasadnicze o charakterze strategicznym.
Aktualnie akademia współpracuje z 60 instytucjami naukowymi z całego świata. Główna siedziba Akademii oraz kilka instytutów naukowych znajduje się w Pradze, pozostałe są rozmieszczone na obszarze całych Czech.

## Historia
AV ČR nawiązuje do tradycji takich instytucji naukowych jak:
- Królewskie Czeskie Towarzystwo Naukowe (Královská česká společnost nauk), założone w 1784 (1784–1952)
- Czeska Akademia Nauk i Sztuk (Česká akademie věd a umění 1890–1952)
- Czechosłowacka Akademia Nauk (Československá akademie věd, ČSAV) (1953–1992)

W 1952 została przekształcona na wzór radziecki w Czechosłowacką Akademię Nauk będącą z jednej strony korporacją uczonych, z drugiej zaś organem państwa powołanym do kierowania nauką oraz centrum badań naukowych z siecią instytutów prowadzących tzw. badania podstawowe. W 1992, w związku z planowanym pokojowym rozdzieleniem Czechosłowacji na Czechy i Słowację, uchwałą Czeskiej Rady Narodowej Akademia przyjęła obecną nazwę wracając także do funkcji korporacji uczonych.

## Struktura
Instytucja pozostała centrum badań naukowych – są jej podporządkowane 52 instytuty i centra badawcze. AV ČR posiada trzy wydziały:
- Wydział Matematyki, Fizyki, Nauki o Ziemi
- Wydział Chemii i Biologii
- Wydział Nauk Humanistycznych i Nauk Społecznych.

Badania naukowe oprócz działalności dydaktycznej, prowadzą także inne placówki:
- 7 uniwersytetów, w tym 2 techniczne,
- 4 politechniki
- 8 innych szkół zawodowych, nadających stopnie akademickie.